# あおい交通
座標: 北緯35度17分38秒 東経136度55分41秒 / 北緯35.293938度 東経136.928026度
あおい交通株式会社（あおいこうつう、Aoi Traffic Corp. ）は、愛知県小牧市に本社があるバス・タクシー会社である。小牧市などの尾張北部で、主にタクシーやコミュニティバス、路線バスの運行などを行っている。

## 沿革
- 1957年9月1日 - 会社設立（資本金1,000万円）
- 2002年
  - 4月 - 桃花台ニュータウンの住民からの依頼を受け、ニュータウン - JR春日井駅間の会員制バス運行開始。
  - 10月 - 会員制バスを自社の路線バスとして運行開始（桃花台バス）。
  - 10月1日 - 豊山町からコミュニティバスの運行を委託（とよやまタウンバス）。
- 2003年3月 - 大口町からコミュニティバスの運行を受託（大口町コミュニティバス）。
- 2005年
  - 2月17日 - 名古屋飛行場リムジンバスを運行開始。
  - 4月1日 - 小牧市からコミュニティバスの運行を受託（こまき巡回バス）。
- 2006年
  - 4月 - 愛知県から桃花台新交通桃花台線の代替交通機関としての路線バスの運行を打診される。
  - 6月8日 - 中部運輸局に桃花台線の代替バスの運行を申請。
  - 9月5日 - 中部運輸局が代替バスの運行を許可。
  - 9月15日 - 共通定期券（モモパ）の販売開始。
  - 9月19日 - 桃花台線の代替バス（ピーチバス）運行開始。
  - 10月2日 - 小牧駅発の乗合タクシー（ピーチミゴン）の運行開始。
- 2007年
  - 1月4日 - 犬山市からコミュニティバスの運行を受託（犬山市コミュニティバス）。
  - 7月2日 - 北名古屋市からコミュニティバスの運行を受託。運行開始（きたバス）。
- 2008年12月22日 - 春日井市商店街連合会からコミュニティバスの運行を受託。運行開始（かっちぃ）。
- 2010年1月13日 - かっちぃを廃止。
- 2017年5月30日 - 中部運輸局から「路線バスを終点まで運行せず中断した」としてバス1台を10日間使用停止とする行政処分を受ける。とよやまタウンバスで同年1 - 2月に計3回、複数の運転士が終点の1つ前のバス停で乗客が全員降りたため終点まで行かず、周辺の駐車場で折り返し運転の時間まで待機していた[2]。
- 2019年5月29日 - 車検切れバスをこまき巡回バスなどで運行していたことが発覚、運転者の勤務時間違反などの疑いで中部運輸局から行政処分（135日間の車両使用停止）を受ける[3]。
- 2020年5月27日 - 本社を現住所地に移転。
- 2022年8月22日 - 名古屋高速道路において運行するバスが衝突横転し炎上する事故が発生[4]。

- 2023年7月 - 運転士6人に違法な長時間労働をさせた労働基準法違反の罪で、法人としてのあおい交通と営業所の所長ら2人が略式起訴され、各罰金20万円の略式命令を受けた[5]。

## 本社・営業所
本社：小牧市新町3丁目430
タクシー事業は本社で、バス事業は本社・小牧東営業所・野口営業所にて営まれている。
- 小牧東営業所：小牧市池ノ内2309-1
- 野口営業所：小牧市大山中49

かつて存在した営業所
- 大草営業所：小牧市大草年上坂6004

## タクシー輸送業
タクシー23台、ジャンボタクシー4台を所有している。

過去には小牧市と春日井市で乗合タクシーのミゴンを、岩倉市でデマンド型乗合タクシーを運行していた。

### ミゴン

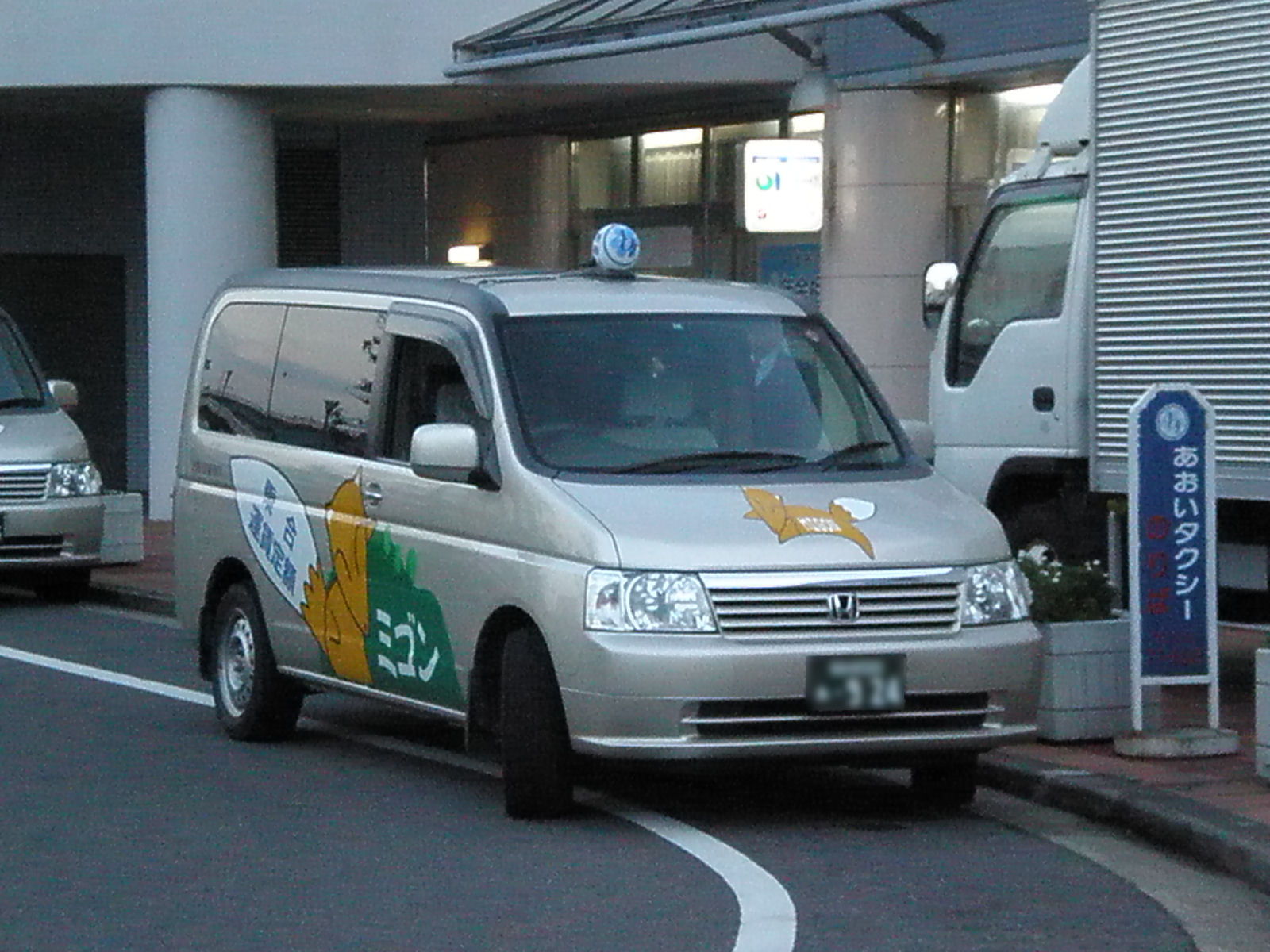
ミゴン

ミゴンは、あおい交通が主に自社の路線バスを補完する意味合いで、2003年3月に運行を始めた。小牧駅とJR春日井駅に乗り場があり、終点はいずれも桃花台ニュータウン。ルートは同社が運行させている桃花台ニュータウンと小牧駅およびJR春日井駅を結ぶ路線バス「ピーチバス」（小牧駅発）と「桃花台バス」（JR春日井駅発）と同じルートを走り、ルート上であればどこでも降りられる。運賃はともに定額制で、どこで降りても1人900円。同社の路線バスの回数券を使うこともできる。名称の由来は「みんなでワゴン」を略したもの。なお以前は桃花台新交通桃花台線の旧・桃花台センター駅（路線および駅はともに2006年10月に廃止）前にも乗り場があった が、2010年11月に廃止された。ミゴンは2017年12月28日限りで廃止された。
年表
- 2003年3月27日 - ミゴン運行開始
- 2006年10月2日 - ピーチミゴン（小牧駅発）が運行開始
- 2008年3月3日 - JR春日井駅乗り場が駅前に移動[8]。
- 2010年11月30日 - 桃花台センター乗り場が廃止[7]。
- 2017年12月28日 - 廃止

## 路線バス
manacaなどの各種交通系ICカードは利用できない。

### 桃花台バス

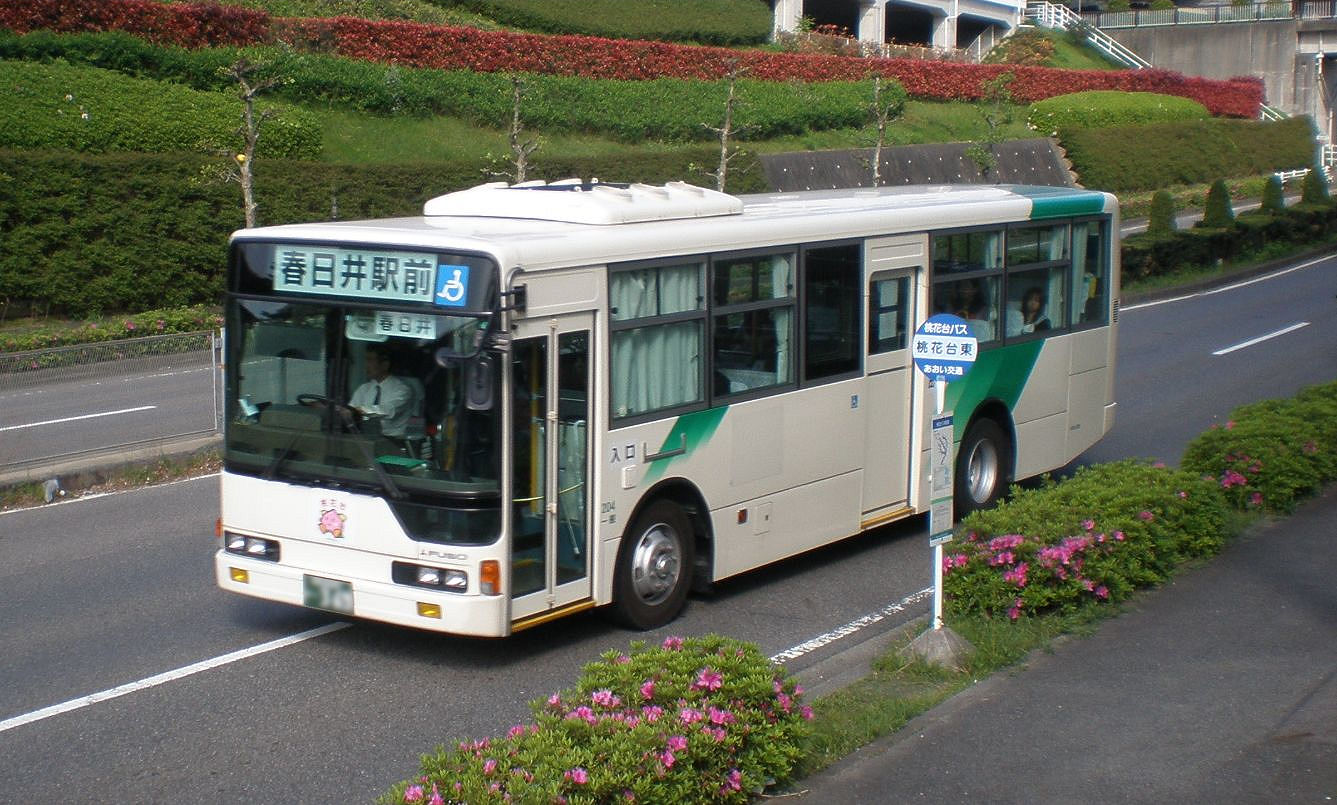
早朝・夜間に用いられる桃花台バスの車両（2009年4月撮影）

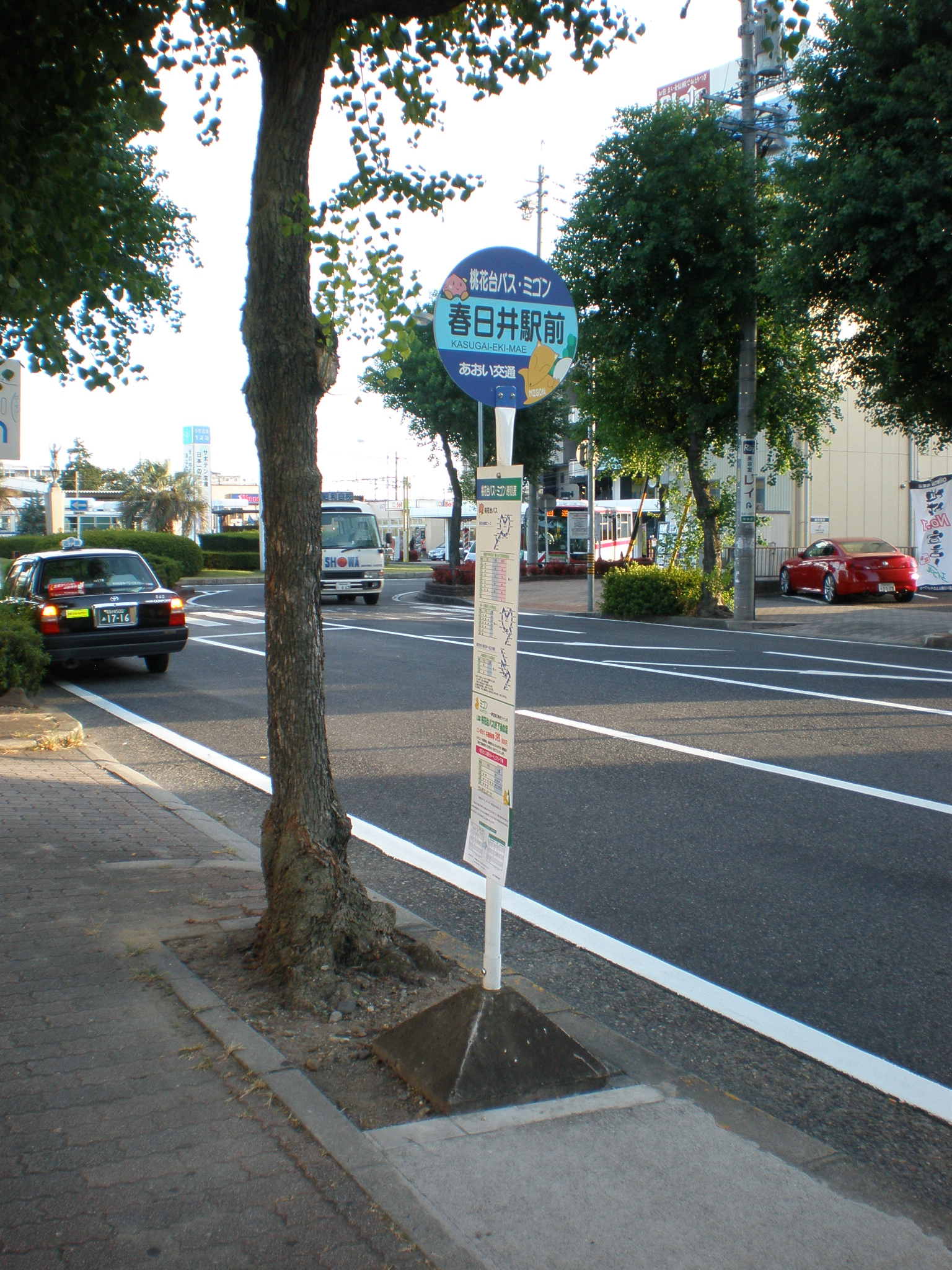
桃花台バス停留所案内板（春日井駅前）

桃花台バス（とうかだいバス） は、愛知県小牧市にある桃花台ニュータウンと、同県春日井市にあるJR中央線の春日井駅を結んでいる。愛称は「桃バス（ももバス）」。
桃花台ニュータウン住民の多くがニュータウン内を走る桃花台新交通桃花台線を利用せず、数km離れたJR中央線の春日井駅を経由して名古屋市内へ通っていた。そのため住民は小牧市に対しJR春日井駅への路線バス開設を度々求めたが、小牧市は他交通機関（具体的には桃花台線）との需要調整を理由に認可しなかった。住民は名鉄バスにも度々嘆願したが同社も路線開設に応じなかった。
そこで住民はバスを自主運行するため桃花台バス運営会を結成。2002年4月から、ニュータウン近くにある大学のスクールバスを運行させていたあおい交通に運行を委託する形で、JR春日井駅行きの会員制バスの運行を始めた。その後路線バス事業の規制緩和により、同年10月から会員制バスはあおい交通の路線バスとして運行されている。
運行ルートは、朝・昼・夜と時間帯によって異なり、さらに桃花台ニュータウン内は朝には4つ、昼夜には2つのコースに分かれている。使用される車両は、早朝・夕方以降が大型バス、昼間の乗降客が少ない時間帯は中型・小型バスで運行されている。また定期券『モモパ』が発行されている。

#### 年表
- 2002年
  - 4月 - 会員制バスとして運行開始
  - 10月 - あおい交通の路線バス・桃花台バスとして運行開始
- 2003年3月27日 - ミゴン運行開始
- 2006年
  - 9月15日 - 定期券モモパの販売開始
  - 9月19日 - ダイヤ改正（夜間コースに路線新設、停留所の新設・廃止）
  - 12月11日 - ダイヤ改正
- 2007年12月3日 - ダイヤ改正（早朝Dコース廃止）
- 2008年3月3日 - ダイヤ改正（春日井駅前にバス停が移動、停留所2つ新設など）[8]
- 2019年7月1日 - ダイヤ改正により、朝2本、昼間7本、夜3本 - 4本の運行を廃止[11]。

#### 春日井駅前停留所問題
桃花台バスのJR春日井駅最寄停留所は、当初駅から数百メートル離れた場所（北緯35度14分43.3秒 東経136度59分10.1秒 / 北緯35.245361度 東経136.986139度）にあった。そのため運行会社のあおい交通と利用者は、駅前ロータリーを管理する春日井市に対し、度々ロータリーの使用認可を求めていた。しかし春日井市は、桃花台バスが朝・夜の時間帯に駅最寄停留所以外春日井市内で停車しないことから「春日井市民のためにならない」として認めてこなかった。
2008年3月のダイヤ改正で、朝・夜の時間帯で通る春日井市内のコース上に停留所を2つ新設。春日井駅ロータリー北側に、新たに「春日井駅前」停留所を設けることが認められた。

### ピーチバス

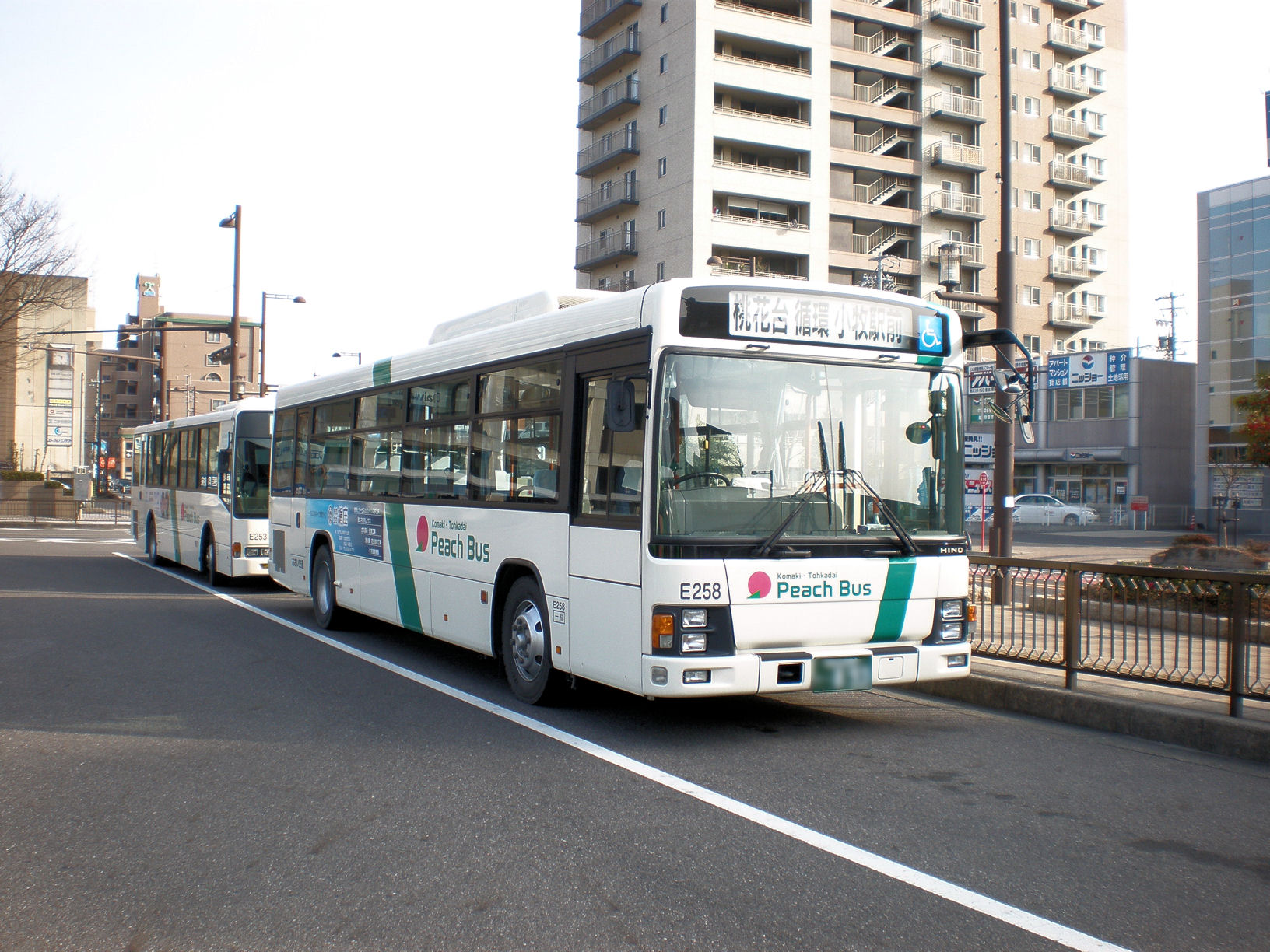
ピーチバス（2009年1月撮影）

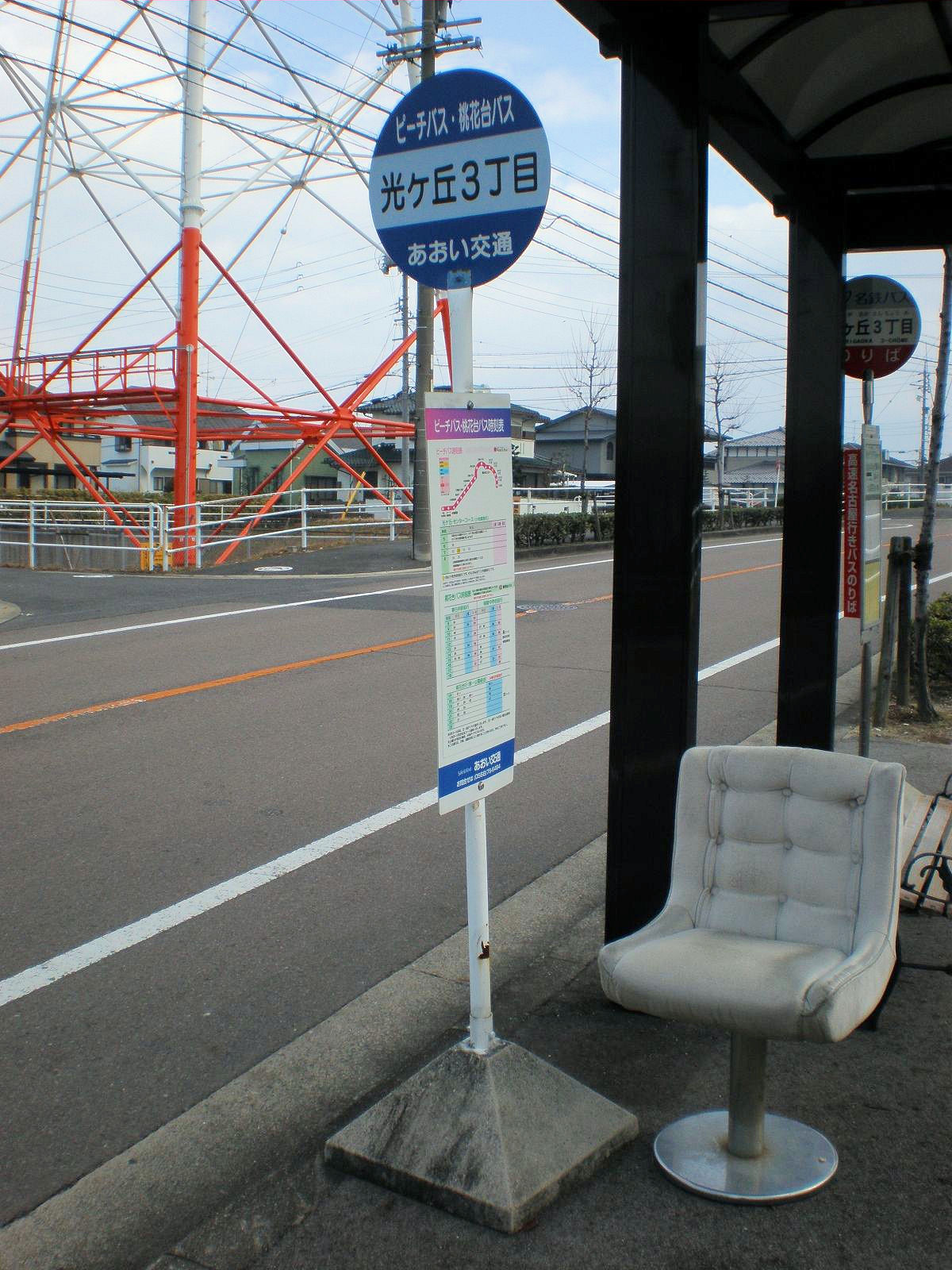
停留所の案内板

ピーチバス（英語表記：Peach Bus） は、愛知県小牧市の桃花台ニュータウンと同市小牧駅とを結んでいる。
桃花台新交通桃花台線の廃止が2006年3月28日に決定。それに伴い愛知県と小牧市は、地元で路線バスを運行しているあおい交通と名鉄バスに対し、代替交通機関としての路線バスの運行を打診する。これにあおい交通が応じた。
運行ルートは小牧駅 - 桃花台ニュータウン - 小牧駅の循環運行を基本としており、早朝は光ヶ丘2丁目発の便が、深夜帯には桃ケ丘1丁目止の便がある。
運賃は、距離に応じて3段階に分かれており、金額は160 - 300円。
あおい交通が発行している定期券『モモパ』は、ピーチバスの他にも小牧市が運営しているこまき巡回バスでも利用できる。

#### 年表
- 2006年
  - 3月28日 - 愛知県と小牧市が桃花台新交通の支援断念を発表し、桃花台線の廃止が決定する。
  - 4月 - 愛知県はあおい交通に対し、代替交通機関としての路線バスの運行を打診。
  - 6月8日 - あおい交通が国土交通省中部運輸局に代替バスの運行を申請。
  - 9月5日 - 中部運輸局が運行を許可。
  - 9月15日 - 定期券「モモパ」の販売開始。
  - 9月19日 - 運行開始。「モモパ」の補助金申請の受け付け開始。
  - 9月25日 - 運行ルートが一部変更。
  - 10月1日 - 桃花台線廃止。
  - 11月17日 - 中部運輸局と小牧市が利用者数の実態調査を実施。
  - 12月11日 - ダイヤ改正（平日朝の一部の便のルート変更、平日朝コースの増便、平日朝コースの所要時間を延長）[12]
- 2007年12月3日 - ダイヤ改正（一部ルートの見直し、バス停の追加）。
- 2019年5月7日 - ダイヤ改正[13]。
- 2024年3月25日 - ダイヤ改正（小牧駅前 - 小牧市役所前間廃止）[14]。

#### 利用状況
2006年11月7日（金曜日）に、中部運輸局と小牧市によって行なわれた調査で、午前5時から午後2時の間に桃花台ニュータウンから小牧駅へと向かった人の数は、2350人だった。

#### 乗合タクシーの運行
あおい交通はピーチバスを補完する役割として、2006年10月から2017年12月28日まで乗合タクシー「ピーチミゴン」を運行させていた。乗り場は小牧駅バスターミナル にあり、桃花台ニュータウン方面のピーチバスのルート上であればどこでも降車できるほか、ピーチバスの回数乗車券を使用する事もできた。

#### その他
小牧市が運営しているこまき巡回バスと乗り継ぎした場合、運賃が50円割引きされる。
ピーチバスは運行当初、朝のラッシュ時に渋滞や馴れない利用者の乗降などの理由で、予定していた到着時間よりも遅れるなどの問題が報じられた。しかしその一方で、「ピーチライナーと比べ家の近くから乗れるようになり、便利になった点もある」、「夜はピーチライナーよりも早く家に着くようになった」などと言った声も寄せられていた。
ピーチバスの車両は名古屋空港直行バスとしても使用される事もあり、名古屋高速道路上でも走行される為に各座席にシートベルトが備えられている。

### 名古屋空港直行バス
名古屋空港直行バス（なごやくうこうちょっこうバス）は、愛知県名古屋市中村区の名古屋駅前と、同県春日井市の勝川駅前間を、同県西春日井郡豊山町の県営名古屋空港を経由して結ぶリムジンバス。
元々中部国際空港開業時に名古屋空港と名古屋駅前を結ぶ高速バスとして開通したが、2007年4月に名古屋市中区栄地区に降車専用停留所が設置される。その後複合商業施設「エアポートウォーク名古屋」オープンに伴い、2008年10月に「エアポートウォーク北」停留所が、同年11月には名鉄味美駅南方200mほどの春日井市味美ふれあいセンター付近に「味美」停留所、JR勝川駅前に「勝川駅」停留所が設置された。なお名古屋高速道路閉鎖時は、同路線は運休となる。
乗車の際予約は不要だが満席の場合は乗車不可。運賃は前払い（現金・PayPay 2025年7月20日からクレジットカードのタッチ決済が利用可能予定）。
2017年10月1日からほぼ全線で名鉄バス県営名古屋空港線と競合するようになった。ただし、利用状況の観点により名鉄バスの路線は2021年8月26日から長期運休中である。

#### 路線
名古屋駅前 - （栄） - 豊山幸田 - 三菱重工南 - 名古屋空港 - あいち航空ミュージアム（エアポートウォーク北） - 豊山町商工会 - 味美 - 勝川駅
- 各停留所で乗降可能
- 名古屋駅前はミッドランドスクエア前となり、名鉄バスセンターや市バスターミナルには入らない。
- あいち航空ミュージアムは、勝川駅発着便は名古屋空港を出た後のみ停車（入るときは通過）
- 栄は名古屋駅行きのみ停車
- 基本的に名古屋駅前 - 名古屋空港と豊山幸田 - 勝川駅の運行であるが、朝に全線通し運行（名古屋駅前行きのみ）があるほか、勝川駅から名古屋空港止めの運行もある。

栄 - 愛知県庁前 - 豊山幸田 - 三菱重工南 - 名古屋空港 - あいち航空ミュージアム（エアポートウォーク北）　※2023年1月1日廃止
- 2017年11月20日に新設。
- 栄行きは愛知県庁前が終点（栄で空港行きの乗車扱いをし、愛知県庁前へ向かう）
- 空港行きの愛知県庁前は、乗車のみ可能（空港からの旅客は降車可）
- 2023年1月1日に廃止。

#### 年表
- 2005年2月17日 - 運行開始。
- 2007年4月1日 - 名古屋栄停留所を開設。
- 2008年
  - 10月21日 - 「エアポートウォーク北」停留所を開設。
  - 11月10日 - エアポートウォーク北 - 勝川駅間が開通。便数が約2倍に増便[17]。
- 2017年11月20日 - 栄系統を新設。
- 2018年
  - 3月25日 - ダイヤ改正[18]。
  - 10月28日 - ダイヤ改正[19]。
- 2019年
  - 3月1日 - 名古屋駅前 - 県営名古屋空港間でダイヤ改正[20]。
  - 10月1日 - 運賃の支払いにPayPayを導入[21]。
- 2022年7月1日 - 運賃の支払いにLINE Payを追加[注 9]。
- 2023年1月1日 - 栄(県庁)空港線（栄 - 県営名古屋空港・あいち航空ミュージアム（エアポートウォーク北）間）を廃止。
- 2025年7月20日 - 運賃の支払いにクレジットカードのタッチ決済を追加予定。

## コミュニティバス
路線バス同様、manacaなどの各種交通系ICカードは利用できない。

### こまき巡回バス

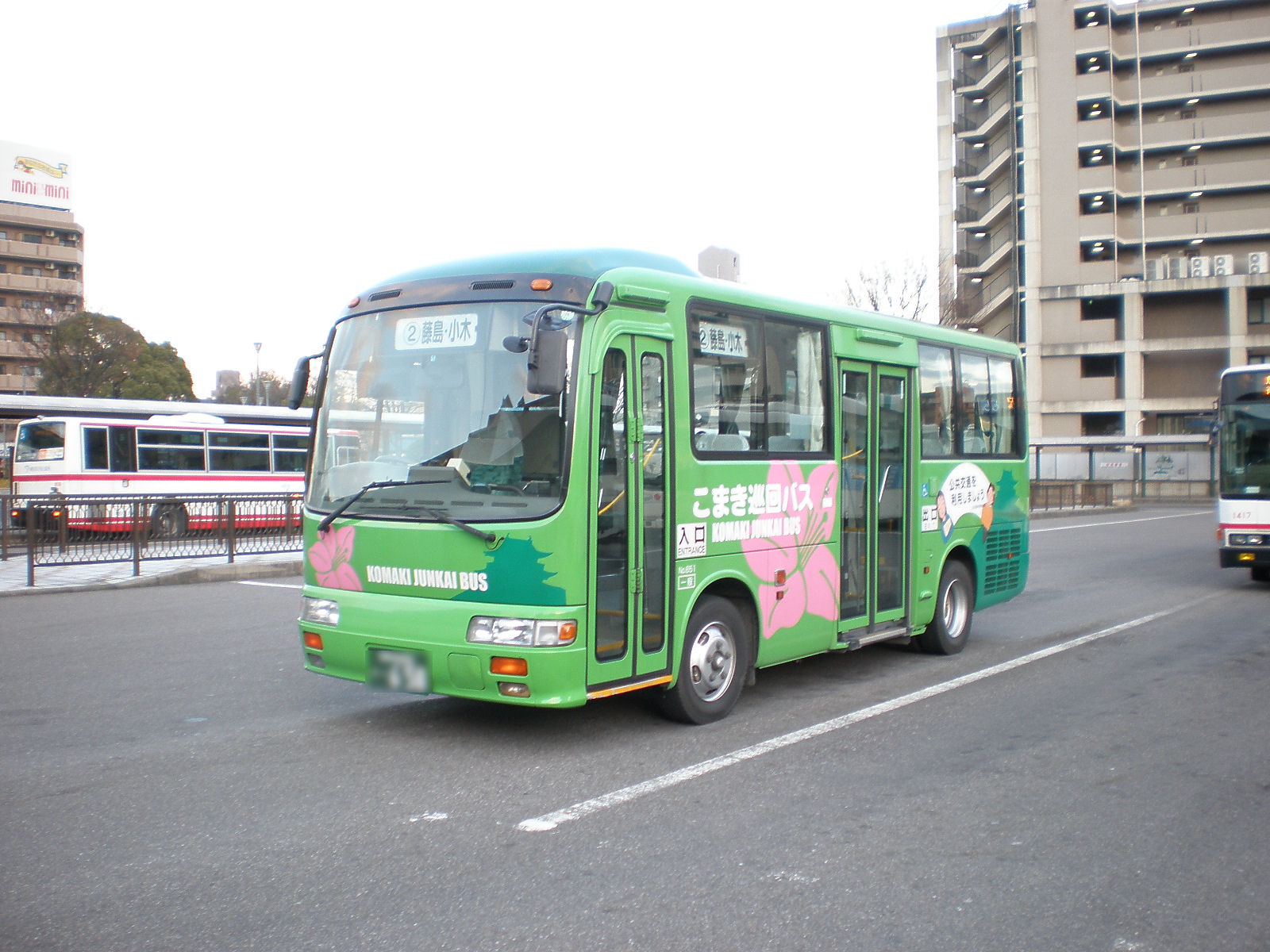
こまき巡回バス

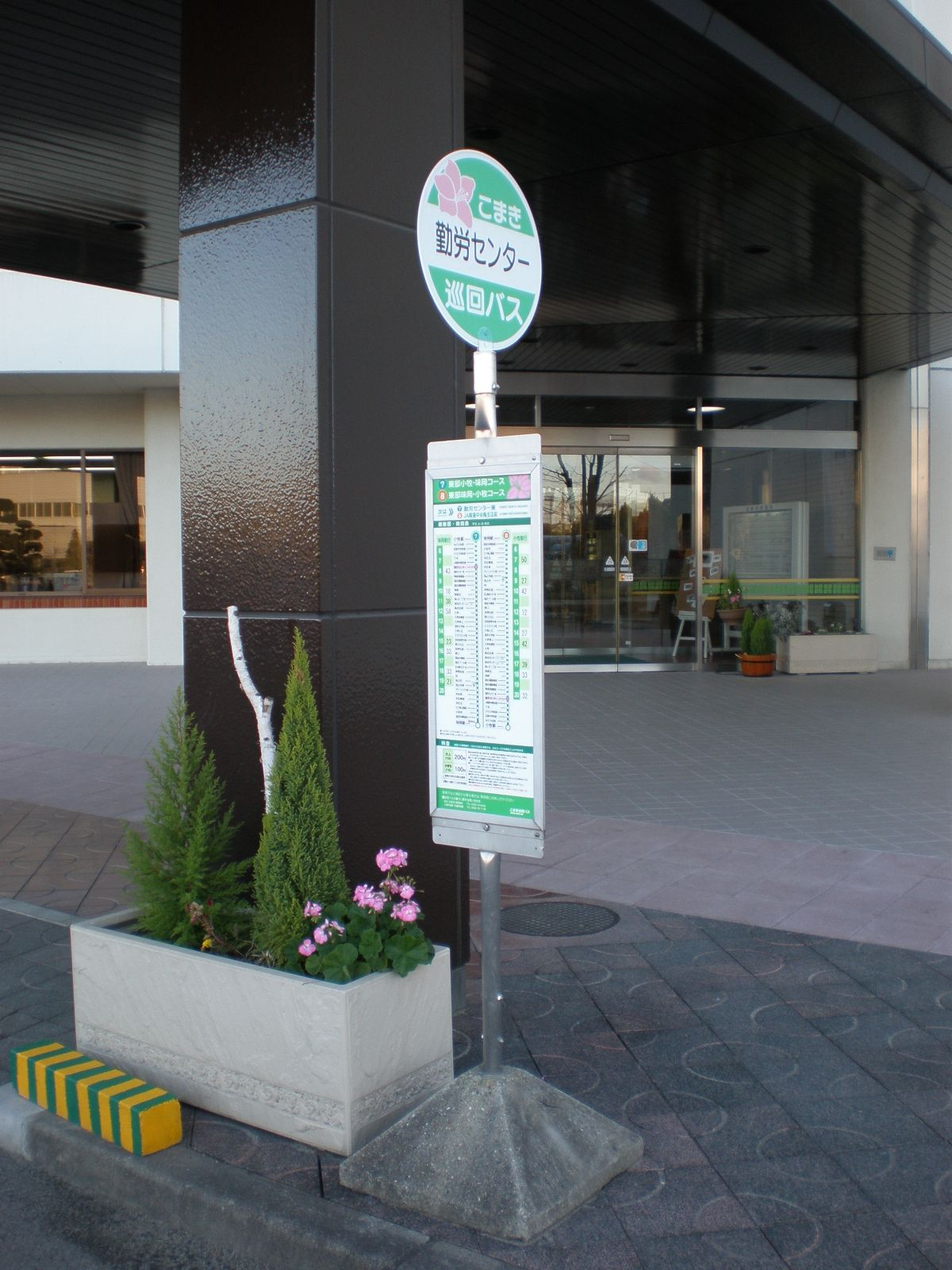
バス停留所案内板（勤労センター）

こまき巡回バス（こまきじゅんかいバス） は、愛知県小牧市で運行されているコミュニティバス。運営主体は小牧市。愛称は「こまくる」。
名古屋鉄道バス事業部（現：名鉄バス）が小牧市内（主に岩崎・味岡地区）における路線バスの見直しによる路線廃止により、これに伴う高齢者福祉や市内に公共交通機関のない地域をなくす目的で、同市によって1998年4月から運行が開始された。当初は名鉄に運行が委託されていたが、2005年4月からあおい交通へと変更。2007年11月と2015年4月の再編でコース増加。車両数も増やして増便が行なわれるなど、大幅な拡充が行なわれた。2020年12月1日の再編で日産・キャラバンとトヨタ・ハイエースによる運行を終了し、日野・ポンチョに置き換えられる。また、「こまくる」の愛称が付けられた。
ポンチョ使用コースとキャラバン、ハイエース使用コースが存在。路線により「小牧市役所」「小牧市民病院」「小牧駅」「パークアリーナ小牧」「味岡駅」「桃花台センター」発着となる。かつては全てのコースが名鉄小牧駅を起終点としていた。運賃は1日乗り放題で大人が1人200円、小学生以下は1人100円。65歳以上、身体障害者手帳、療育手帳、こまきこども未来館の入場券をお持ちの小学生、
精神障害者保健福祉手帳所持者は付き添い1名とともに無料。また市内を走る民間の路線バス の定期券を提示すれば無料で乗車できる他、ピーチバスは乗り継ぎ割り引きもある。

#### 年表
- 1998年4月1日 - 運行開始。運行委託先は名古屋鉄道。月、水、金、日曜日運行。
- 2000年5月1日 - 運行曜日を毎日運行（年末年始を除く）に変更。土・日・祝日は平日コースと異なり、市民四季の森へ直通する。
- 2005年4月1日 - 運行委託会社があおい交通に変更。同時にリフト付バスの運行を開始。ダイヤ改正とコース再編。平日と土・日・祝日が同一コースとなる。
- 2006年
  - 10月1日 - ダイヤ改正とコース再編
  - 同年末 - 小牧市が利用者および市民に対し、アンケート調査を実施。
- 2007年
  - 1月22日 - 第1回こまき巡回バス協議会開催
  - 2月23日 - 第2回こまき巡回バス協議会開催
  - 3月26日 - 第3回こまき巡回バス協議会開催
  - 4月 - 5月 - 小牧市が再編コース案に関する意見を市民に募集
  - 11月1日 - ダイヤ改正とコース再編。4コース→8コースへと増加。
- 2009年6月1日 - ダイヤ改正とコースの一部を変更。南部コミュニティーセンター、間内駅などに停留所を新設。
- 2010年4月1日 - ダイヤ改正とコース再編。一部コースを循環コースに変更。
- 2015年4月1日 - ダイヤ改正とコース再編。8コース→13コースへと増加。13コース中4コースでワンボックスカー（ハイエース）導入。
- 2016年 - ダイヤ改正とコース再編。13コース→19コースへと増加。計19コース中10コースでワンボックスカー（ハイエースまたはキャラバン）導入。
- 2018年10月1日 - ダイヤ改正。
- 2020年12月1日 - ダイヤ改正とコース再編。19コース→23コース（路線）へと増加。23コース中13コースでワンボックスカー（ハイエースまたはキャラバン）から28人乗りの小型ノンステップバス（ポンチョ）での運行に変更[23]。また、バスの愛称が「こまくる」となる[23]。
- 2022年3月1日 - ダイヤ改正。
- 2023年6月1日 - ダイヤ改正。

#### その他
車両のデザインは、小牧山と小牧市の市章をモチーフにしている。
運行開始当初、名鉄による運行時、中型ショート車が使用されていた。

### とよやまタウンバス

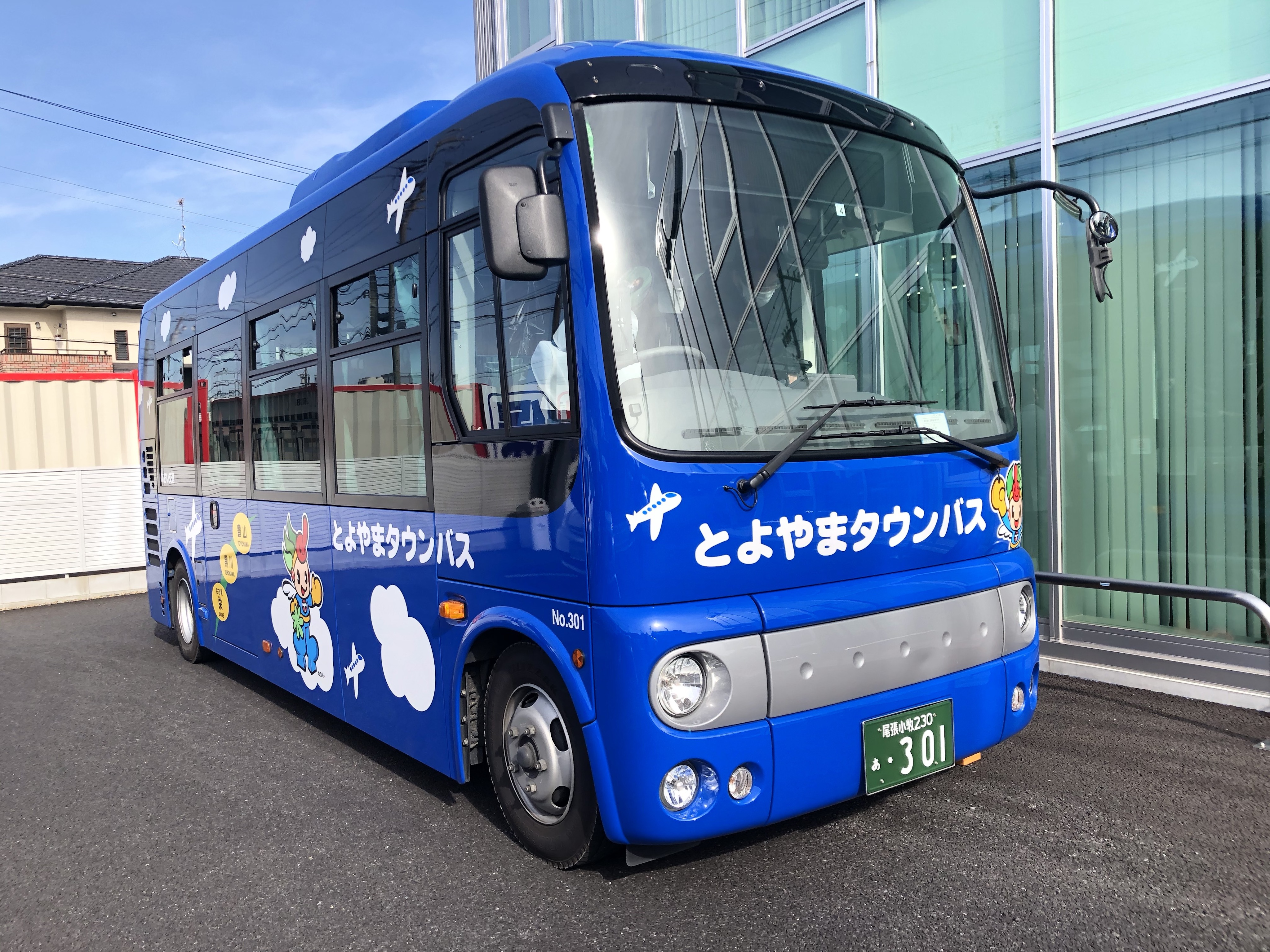
とよやまタウンバス車両（日野・ポンチョ）

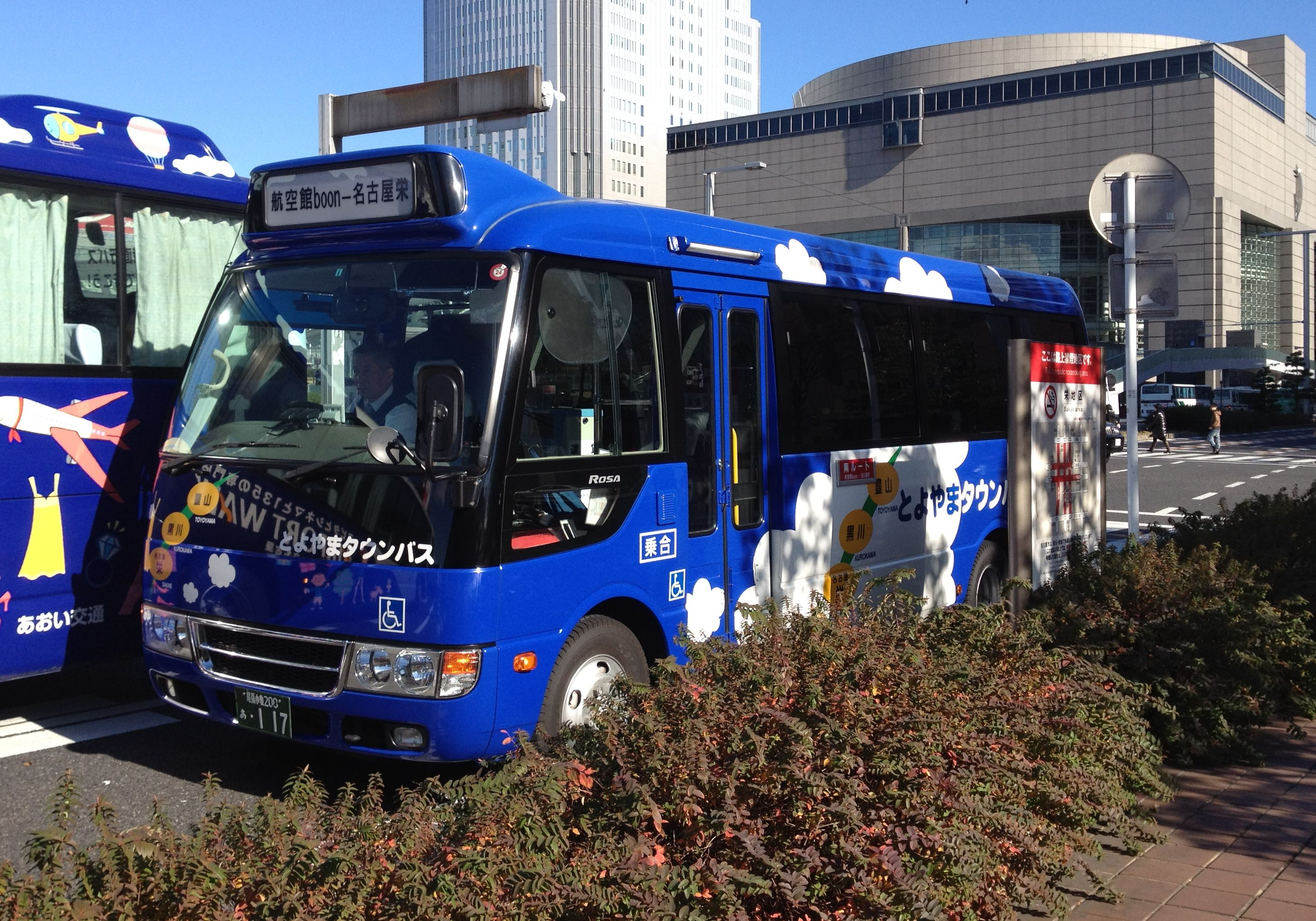
とよやまタウンバス旧車両（三菱ふそう・ローザ）。名古屋栄にて2011年12月に撮影。

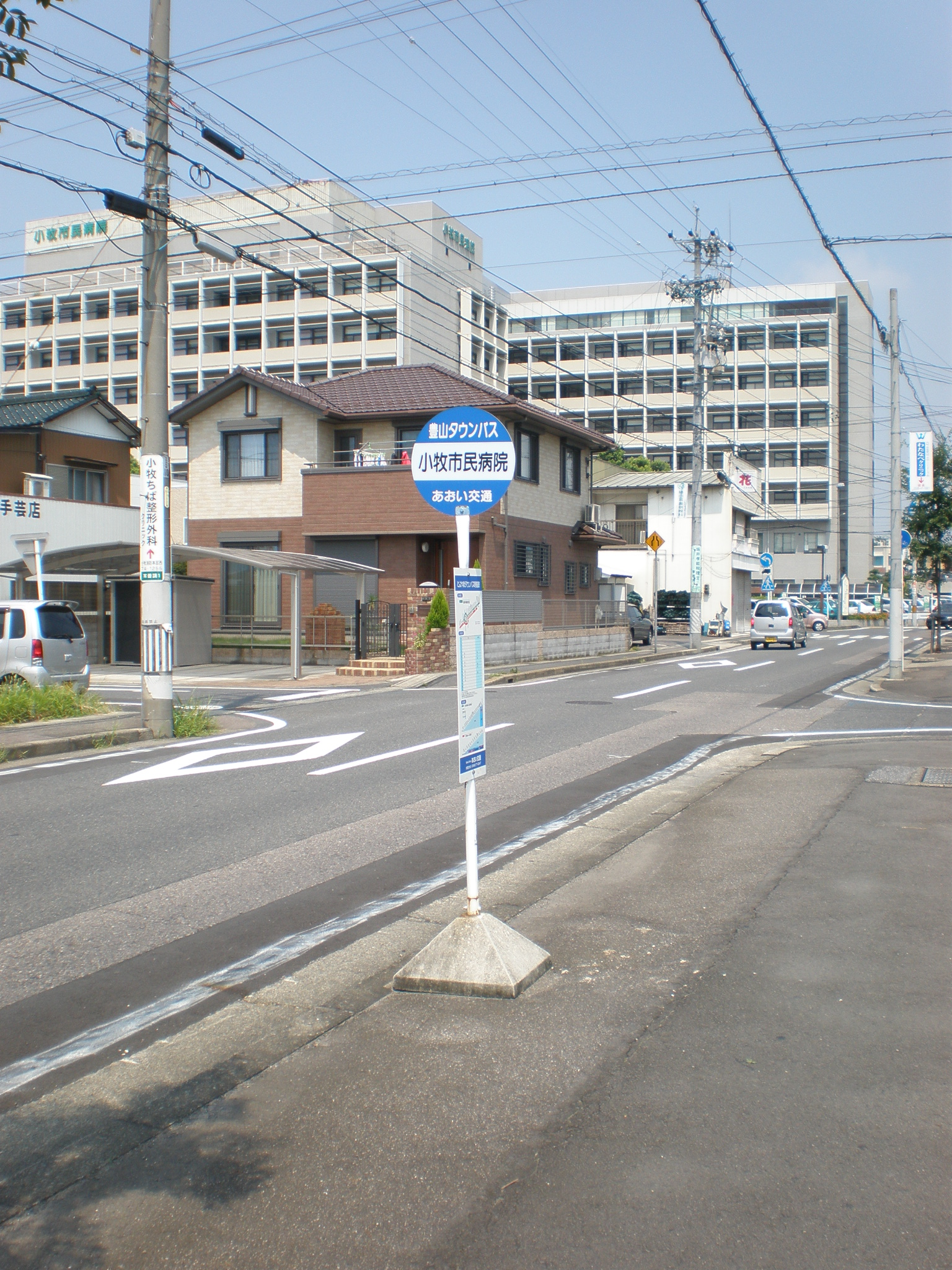
とよやまタウンバスの小牧市民病院停留所の案内板。2009年8月に撮影。

とよやまタウンバス とは、愛知県西春日井郡豊山町からあおい交通に運行が委託されているコミュニティバス。
- 2002年9月で廃止となった名鉄バスの名犬バイパス線の代替バスとして、同年10月から運行が開始された。
- コースは豊山町から小牧市役所へと向かう「北ルート」と、豊山町から名古屋市栄へと向かう「南ルート」の2つがある。両ルートとも毎時1本程度の運行。年末年始を除いて毎日運行されている。
- 運賃は距離に応じて北ルートが100円から300円、南ルートが100円から500円[注 13]。名古屋市内のみでも200円で利用できる。
  - 運賃の支払いは、現金、回数券又は、QRコード決済のPayPayが利用可能である。

運行車両は、南ルートがポンチョ、北ルートが10人乗りハイエース。

#### 沿革
- 2002年
  - 9月30日 - 名鉄バス名犬バイパス線が廃止。
  - 10月1日 - 運行開始。小牧市中央部から豊山町を経由して愛知県庁前まで到る、1ルート。日曜・祝日は、休業。
- 2006年10月1日 - ルートを2つに分割（北ルートと南ルート）。日曜・祝日も運行に。
- 2017年 - バス停飛ばしが行われたことが発覚し、中部運輸局からバス1台が営業停止措置を受ける[25]。
- 2020年8月1日 - 運賃の支払いに、QRコード決済のPayPayが利用可能となった。
  - なお、PayPayでの回数券の購入は、非対応である。

#### 運行ルート
北ルート
- 北部市場東と小牧市役所を結ぶコース。主な停留所は小牧市民病院前、航空館boon、豊山町役場、北部市場東である。

南ルート
- 航空館boonと名古屋市栄を結ぶコース。主な停留所は航空館boon、豊山町役場、黒川、愛知県庁前、名古屋栄である。
- 名古屋市内の区間は名古屋市営バスが並行しているが、市バスより停車停留所が少なく、運賃は10円安い。
  - 名古屋栄ではオアシス21には乗り入れず、ミツコシマエヒロバス前にある停留所に停車する。

### 大口町コミュニティバス
大口町コミュニティバス（おおぐちちょうコミュニティバス） は、愛知県丹羽郡大口町があおい交通に運行を委託しているコミュニティバスである。大きく4つのルートに分けられており、各ルートとも平日朝・夕の通勤・通学時間帯に限り、ルートが異なる。運賃はどこまで乗っても1人100円で、年末年始以外毎日運行されている。

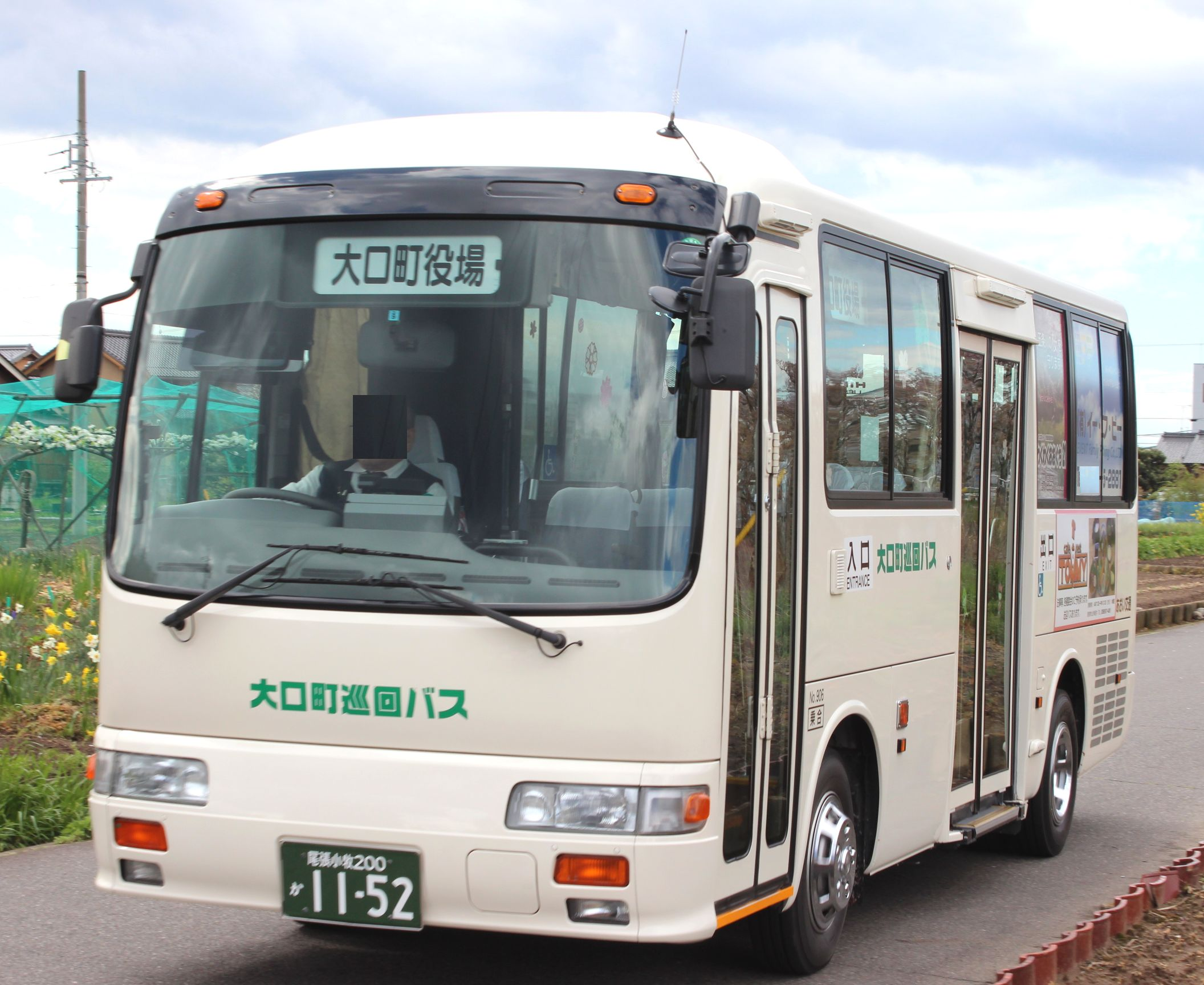
車両

#### 沿革
- 2003年（平成15年）3月 - 運行開始
- 2005年（平成17年）
  - 6月20日 - 7月6日 - 町内各地で、コミュニティバスに関する説明会開催。
  - 8月1日 - ダイヤとルート、およびシステムの変更。有償化実証実験運行開始。
- 2006年（平成18年）
  - 7月31日 - ダイヤ改正（増便、最終便の発車時刻延長、ルート変更、バス停の移動など）
  - 12月 - 延べ利用者が30万人に到達
- 2007年（平成19年）1月25日 - ダイヤ改正（時刻表の一部変更、バス停の一部が移動）

#### 運行ルート

##### 平日 朝・夕運行便
平日の朝・夕方の時間帯 のみ運行される。
基幹ルート
- 扶桑町にある柏森駅と町の中部にある大口町役場を結ぶ路線。おもな停留所は、健康文化センター、メガドンキ・ユニー前、大口町役場、柏森駅（ただし健康文化センターとメガドンキ・ユニー前は、朝の時間帯は停車しない。また夕方も、一部停車しない便がある）。

北部ルート
- 町の北部を巡回し、扶桑町にある柏森駅へと到る路線。おもな停留所は、萩島集会場、仲沖集会場、小口城址公園、柏森駅。

中部ルート
- 町の中部を東西に横断し、江南市にある江南駅へと到る路線。おもな停留所は、パロマ前、健康文化センター、大口町役場、大屋敷新田集会場前、ヨシヅヤ前、大御堂集会所、江南駅。

南部ルート
- 町の南部を巡回し、江南市にある布袋駅へと到る路線。おもな停留所は、小折新田集会所前、東海理化前、東奈良子集会所、布袋駅。

##### 毎日運行便
平日の朝・夕方以外の時間帯と土・日・祝日に運行される。
基幹ルート
- 扶桑町にある柏森駅と町の東部にあるトヨタ自動車の東門を結ぶ路線。停留場は、トヨタ東門前、さくら総合病院前、健康文化センター、メガドンキ・ユニー前、大口町役場、山田外科内科、西小学校東、希望の橋、柏森駅。

北部ルート
- 町の北西部と扶桑町にある柏森駅を合わせた地域を巡回する路線。おもな停留所は、健康文化センター、メガドンキ・ユニー前、大口町役場、小口城址公園、丹羽高校南、バロー前、垣田集会所前、柏森駅。

中部ルート
- 町の北部から東端を経由して、町中部を東西に横断し、江南市にある江南駅へと到る路線。おもな停留所は、河北二丁目、仲沖集会場、萩島集会場、さくら総合病院前、健康文化センター、メガドンキ・ユニー前、大口町役場、大御堂集会所、大屋敷新田集会場前、ヨシヅヤ前、江南駅。

南部ルート
- 町の中部から南部にかけてを東西に横断し、江南市にある布袋駅へと到る路線。おもな停留所は、外坪松山、さくら総合病院前、健康文化センター、メガドンキ・ユニー前、大口町役場、ヨシヅヤ前、東奈良子集会所、東海理化前、小折新田集会所前、布袋駅。

### わん丸君バス
わん丸君バス(わんまるくんバス) とは、愛知県犬山市があおい交通に委託して運行しているコミュニティバスである。
- 路線は全部で10路線あり、一部の路線・系統を除いて犬山駅と総合犬山中央病院を基点として運行されている。
- 運賃は大人が1日200円・小学生100円(QRコード決済のPayPayでの支払いもできる)、障害者手帳所持者と付添い1名は無料。回数券は11枚綴り2000円で車内で販売している。
  - 初めて乗車する時に現金又はPayPayで運賃を支払うか、回数券を1枚投入すると運転士から1日乗車券が発行され、次に乗車する時には1日乗車券を運転士に提示すればよい。ただし、最終便等で他の路線への乗継やその日のうちに往復ができない便の場合、または旅客自身が1回のみの利用であることを運転士に申告した場合は1日乗車券は発行されない。
  - 使用済みの1日乗車券は、そのまま持ち帰っても問題ないが、不要であれば、その日の最後に乗車するバスの料金箱に投入すれば回収される。
  - 6ヶ月間有効のパス券を犬山市役所3階防災交通課で発売している(大人13000円・小学生、85歳以上6500円)。
  - 運行は月曜日から金曜日までで、祝日も運行するが、年末年始（12月29日から1月4日）は運休する。
  - 運行車両は、栗栖・富岡線、楽田東部線、内田線が日産NV350（12人乗り）、それ以外が日野ポンチョ（32人乗り）。なお、途中で満員になったことによって乗車できない場合は、運転士から満員証明書を受け取り、あおい交通によって手配されたタクシーによって目的のバス停に向かうことになる（この場合は、タクシー運賃は支払わない）。

#### 沿革
- 1999年（平成11年）4月1日 - 試験運行開始。運賃は無料。
- 2000年（平成12年）7月3日 - 正式運行開始。4路線。
- 2007年（平成19年）1月4日 - 路線再編。運行委託先をあおい交通に変更。運賃を200円均一に変更。
- 2010年（平成22年）7月1日 - 一部経路を変更。
- 2018年（平成30年）12月1日 - 路線再編、現行の8台体制の運行になる。
- 2020年 (令和2年) 11月26日 - 当コミュニティバスの犬山市コミュニティバスの名称が、わん丸君バスに名称変更。
- 2021年 (令和3年) 11月1日 - QRコード決済のPayPayでの運賃の支払いが可能となった。なお、PayPayでの回数券及び、パス券の購入はできない。

#### 路線
栗栖線
- 犬山市北部の栗栖地区と総合犬山中央病院を往復するコース。
  - 運行系統：総合犬山中央病院 - 犬山ニュータウン -  塔野地杉 - 塔野地西 - 富岡前駅 - 犬山駅東口 - 福祉活動センター - サンパーク犬山 - 寂光院口 - 野外活動センター - 栗栖北
  - 総合犬山中央病院からは楽田東部線に直通する。
  - 11月~12月にかけての一部期間は、渋滞対策のため寂光院口付近で迂回運転が行われる。

朝便栗栖線
- 朝方に、栗栖地区から犬山遊園駅、犬山駅を経由し、木曽川緑地公園へ向かうコース。
  - 運行系統：栗栖北 → 野外活動センター → 桃太郎公園 → 犬山遊園駅 → 犬山駅西口 → 犬山高校 → 木曽川緑地公園

内田線
- 犬山駅西口と犬山市体育館を、犬山遊園駅、犬山城下町の城前広場、第一名犬ハイツ、総合犬山中央病院を経由して結ぶコース。
  - 運行系統：犬山市体育館 - 総合犬山中央病院 - 五郎丸上池 - 市役所 - 犬山駅西口 → 犬山遊園駅 → 城前広場 → 犬山高校 → 犬山駅西口
  - 城下町内は片方向循環式となっており、矢印の向きと逆向きに進むことはできない。

今井・前原線
- 犬山市東部にある今井地区と犬山駅および総合犬山中央病院の間を往復するコース。
  - 運行系統：犬山駅東口 - 橋爪巾屋敷 - 総合犬山中央病院 - 犬山ニュータウン - 前原 - （城東小学校西） - 犬山病院 - 市民健康館 - 前原台集会所 - 岩穴 - 四ッ家
  - 犬山駅東口から善師野・塔野地線に直通する。
  - 犬山駅東口発の1便目は市民健康館で運行を終える。また、犬山駅東口発の最終便は城東小学校西を経由する。

朝便今井線
- 朝方に、今井地区及び前原台から総合犬山中央病院を経由せずに犬山駅へ向かうコース。
  - 運行系統：四ッ家 → 岩穴 → 前原台集会所 → 犬山病院 → 城東地区学習等供用施設前 → 富岡新町 → 犬山駅東口

善師野・塔野地線
- 犬山市東部にある善師野地区と犬山駅の間を往復するコース。
  - 運行系統：犬山駅東口 - 塔野地西 - 城東地区学習等供用施設 - 犬山病院 - 市民健康館 - 城東小学校西 - 善師野駅西 - 四季の丘 - 善師野台北
  - 犬山駅東口からは今井・前原線に直通する。
  - 善師野台北発の1便目は善師野駅西・清水を通らず、国道41号に迂回して運行し、中切・城東小学校西も通常ルートと位置が異なる。これは、善師野駅西 - 城東小学校西間の県道188号線が通学路になっている関係で、子どもたちの登校時間に重なる7時から9時までの間は通行規制がかかるためである。

入鹿・羽黒線
- 犬山市南東部にある入鹿地区と犬山駅および犬山中央病院の間を往復するコース。
  - 運行系統：犬山駅東口 - 総合犬山中央病院 - 羽黒成海 - 羽黒駅西 - 鉾添 - 長者町団地 - 長者町3丁目 - 神尾 - 高根

楽田西部線
- 犬山市南部にある楽田西地区と総合犬山中央病院の間を往復するコース。
  - 運行系統：総合犬山中央病院 - 市民文化会館 - 羽黒駅西 - 椿台団地 - 勤労青少年ホーム - さくら総合病院 - 青塚公民館 - 田県神社前駅 - つつじが丘団地 - 田県神社前駅 - 楽田駅東
  - 総合犬山中央病院からは上野線に直通する。
  - 久保一色北・田県神社前駅バス停は小牧市に、さくら総合病院バス停は丹羽郡大口町に存在する。

上野線
- 犬山市西部にある上野・木津地区と犬山駅および総合犬山中央病院の間を往復するコース。
  - 運行系統：上野南 - 上野南街道 - 木津 - 木曽川緑地公園 - 犬山高校 - 犬山駅西口 - 市役所 - 犬山口駅北 - 総合犬山中央病院
  - 総合犬山中央病院からは楽田西部線に直通する。
  - 双方向とも先に上野南に向かうため、総合犬山中央病院行きは上野南が始発で、総合犬山中央病院発は上野南海道が終点となる。
  - 上野南街道発の最終便は犬山駅西口で運行を終える。
  - 上野南街道付近で扶桑町を通るが、同町内にバス停は存在しない。

楽田東部線
- 犬山市南部にある楽田東地区と総合犬山中央病院の間を往復するコース。
  - 運行系統：総合犬山中央病院 - 市民文化会館 - 南部高齢者活動センター - 県営楽田住宅 - 楽田駅東 - 大縣神社 - 犬山総合高校西 - 田県神社前駅
  - 総合犬山中央病院からは栗栖・富岡線に直通する。

### きたバス

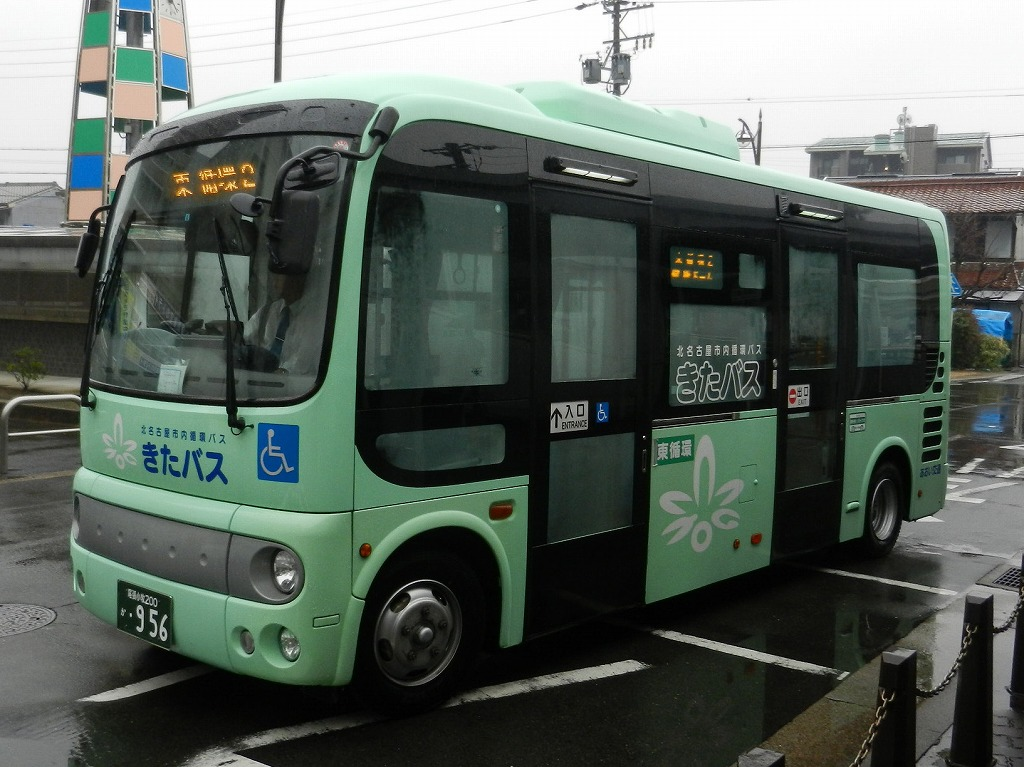
「きたバス」

きたバス は、愛知県北名古屋市があおい交通に運行を委託している市内循環バス（コミュニティバス）である。2007年7月から運行が開始された。西春駅を中心に、複数路線設けられている。バスとワゴンの2種類あり、時間帯によってルートと車両が変わり、朝はそれぞれの地域から西春駅または加島西（上小田井駅北）へ向かう路線、昼間は西春駅と公共施設や商業施設などを巡回する路線、夕方はそれぞれの地域と西春駅または加島西を往復する路線となっている。

#### 沿革
- 2007年（平成19年）7月2日 - 運行開始。
- 2008年（平成20年）
  - 7月7日 - 路線とダイヤが改正。
  - 7月8日 - 乗車10万人達成。
- 2009年（平成21年）3月31日 - 乗車20万人達成。
- 2021年（令和3年）7月26日 - 路線及びダイヤ改正

#### 運行状況
日曜日、祝日、年末年始（12月29日から1月3日）を除く平日（月曜日から土曜日）に運行されている。

##### 朝（午前6時30分から午前9時まで）
- もえの丘線（5便）、中之郷線（5便）、鍜治ケ一色線（5便）、六ツ師道毛線（5便）、片場・沖村線（2便）の6路線（25便）

##### 昼（午前9時20分から午後5時まで）
- かえで線(中部線)8便 さくら線(北部線)8便
- けやき線(東部線)8便 はなみずき線(西部線)8便
- つつじ線(南部線)8便の5路線

##### 夕方（午後5時15分から午後8時45分まで）
- もえの丘線（7便）、中之郷線（6便）、鍜治ケ一色線（6便）、六ツ師道毛線（7便）片場・沖村線（3便）の6路線（32便）

#### 乗車料金
- 乗車料金は1乗車100円で、乗車時に料金箱に支払う前払い方式となっている。中学生以下と身体障害者手帳、療育手帳、精神障害者福祉手帳のいずれかを持っている者、その付き添い1名は無料で乗車できる。回数券も車内でのみ1000円（1回券×11枚）で購入することができる。
  - また運賃の支払いに、QRコード決済のPayPayも利用可能である。

### 過去に運行されていたコミュニティバス

#### かっちい
かっちぃは、かつて愛知県春日井市で運行されていたコミュニティバス。事業主体は春日井市商店街連合会、運行委託先はあおい交通であった。
元々運行地域には名鉄バスが勝川駅 - 県営名古屋空港間を結ぶ路線バスを運行させていたが、2008年4月に廃止。その後住民からは路線バスを望む声が挙がっていた。また同年10月に、春日井市に隣接する豊山町に大型商業施設「エアポートウォーク名古屋」がオープンすると、勝川・味美地域の商店街の商店主からは「客を奪われるのではないか」と懸念の声が挙がる。それを受けて春日井市商店街連合会が、同地域の商店街の活性化などを目的とする路線バスの運行を計画。市民団体が行なったアンケートでも同地域を巡回する路線バスに賛同の意見が多かったことから、2008年12月22日から運行が開始された。商店街がコミュニティバスを運行させた事例は、全国的に珍しい。
運行ルートは、大型ショッピングセンター「西友勝川店」を起終点とし、勝川駅前商店街や名鉄味美駅、東海交通事業味美駅、味美商店街などを巡回するコースで、運行開始当初は左回りと右回りの2つの路線があった。運賃は一日乗り放題で、大人（中学生以上）が200円、子供が100円だった。また車両には21人乗りのマイクロバスが採用された。
当初の計画では1ヶ月辺り2千人の利用者を見込んでいたが、実際の利用者数はその半分に届かない月が続いた。また車内吊り広告などの広告収入も年間の目標を1千万円に設定していたが、実際集まったのはその約40%程だった。そこで2009年9月に、分かりづらいと指摘されていた2つの運行ルートを、左回り1つに変更。かつ便数を変更するなどの路線見直しを実施したが、利用者はさらに減ることとなった。
そこで同年11月に、事業主体である春日井市商店街連合会の代表者会を開催。話し合った結果、「事業休止」と「半年間の検討期間を設置」が決議されたが、翌日の春日井市の地域公共交通会議で「事業を休止し検討期間を設けても、事態が改善される見込みがない」また「春日井市のコミュニティバス（かすがいシティバス）とあおい交通の路線バス（名古屋空港直行バス・勝川駅連絡線）で運行区間がほぼ補完できているので、代替交通機関の問題も特にない」として、継続審議は否決。廃止が決定した。なお廃止は法律上の理由から、翌年（2010年）1月13日だった（最終運行日は前日の1月12日）。
上記の通り、運行期間は2008年12月22日 - 2010年1月13日であった。
起終点の西友勝川店の駐車場の、かつてバス発着場だったスペースの路面には、今も「バス」の文字が残っている。

##### 利用状況
運行開始約1ヶ月間の1日平均利用者数は30人弱だった。

##### 年表
- 2008年
  - 4月 - 名鉄バス勝川駅 - 県営名古屋空港間が廃止
  - 12月20日・12月21日 - 試乗会開催
  - 12月22日 - 運行開始
- 2009年
  - 9月1日 - 路線見直しを実施。左回りの片方向運行のみとなる。
  - 11月9日 - 春日井市商店街連合会の代表者会で「事業休止」と「半年間の検討期間を設置」が決議される。
  - 11月10日 - 春日井市の地域公共交通会議で「事業を休止し検討期間を設けても、事態が改善される見込みがない」として、廃止が決定する。
- 2010年1月13日 - 廃止

##### その他
名称の由来は、運行地域の1つである「勝川」とマスコットの「ハチ公」を合わせてもじったもの。
マスコットとして用いられている犬は、忠犬ハチ公をモチーフにしたもの。「ハチ公のようにお客を待ち続ける」と言う思いから採用された。

## 送迎バス
- 名古屋造形大学
- 三菱航空機
- 三菱重工業
- 日本ガイシ
- 日本特殊陶業
- オークマ

## 旅行業
国内旅行を取り扱っている。

## 車両

### 所有車両について
所属している車両は、こまき巡回バス「こまくる」以外のコミュニティバス・ワンボックスカー及び三菱ふそう・ローザの貸切車は本社に、桃花台バス・送迎バスは小牧東営業所に、ピーチバス・名古屋空港直行バス・こまき巡回バス「こまくる」は野口営業所に所属している。

### トランスミッションについて
2010年頃までに導入された車両はワンボックスカーを除き、バスの大半がMT車で、2011年以降はワンボックスカー以外のバスもAT車が導入された。

### ナンバープレートについて
2015年までに導入された車両は連番ナンバーで、2016年以降に導入された車両は希望ナンバーである。

### 尺について
2005年〜2018年に製造した車両は長尺で、それ以外に製造した車両は標準尺で導入されている。

### 車両所有数

#### メーカー別
- 三菱ふそう：45両
- 日野：48両
- いすゞ：10両
- トヨタ：13両
- 日産：7両